# Primera dama de Colombia
La primera dama de la República de Colombia (primera dama de la nación) es el título que ostenta la anfitriona de la Casa de Nariño, generalmente la esposa del presidente de la República, concurrente con el ejercicio de su cargo. Aunque el papel de la primera dama nunca ha sido codificado, ni definido oficialmente, ocupa un lugar destacado en la vida política y social de Colombia. En casos especiales el cargo puede ser ostentado por mujeres que no son esposas del presidente, esto ocurre cuando el presidente es soltero, divorciado o viudo, sin embargo, esta condición aún no se ha presentado.
Verónica Alcocer es la primera dama actual, como esposa del 42.º presidente de Colombia, Gustavo Petro.
Si bien el título no fue de uso general hasta el 8 de agosto de 1934, se considera que Soledad Román de Núñez, la esposa de Rafael Núñez, el primer presidente de la repùblica de Colombia (1886-1894), es la primera dama inaugural de Colombia. Durante su vida, a menudo se la llamaba Señora de Nùñez.
Desde el siglo XX, el papel de la primera dama ha cambiado considerablemente. Ha llegado a incluir la participación en campañas políticas, la gestión de la Casa de Nariño, la promoción de causas sociales y la representación del presidente en ocasiones oficiales y ceremoniales.
Además, a lo largo de los años, las primeras damas han tenido influencia en una variedad de sectores, desde la moda hasta la opinión pública sobre política, así como la defensa del empoderamiento femenino. Históricamente, cuando un presidente era soltero o viudo, normalmente le pedía a un miembro de la familia que actuara como anfitriona de la Casa de Nariño.

## Origen del título

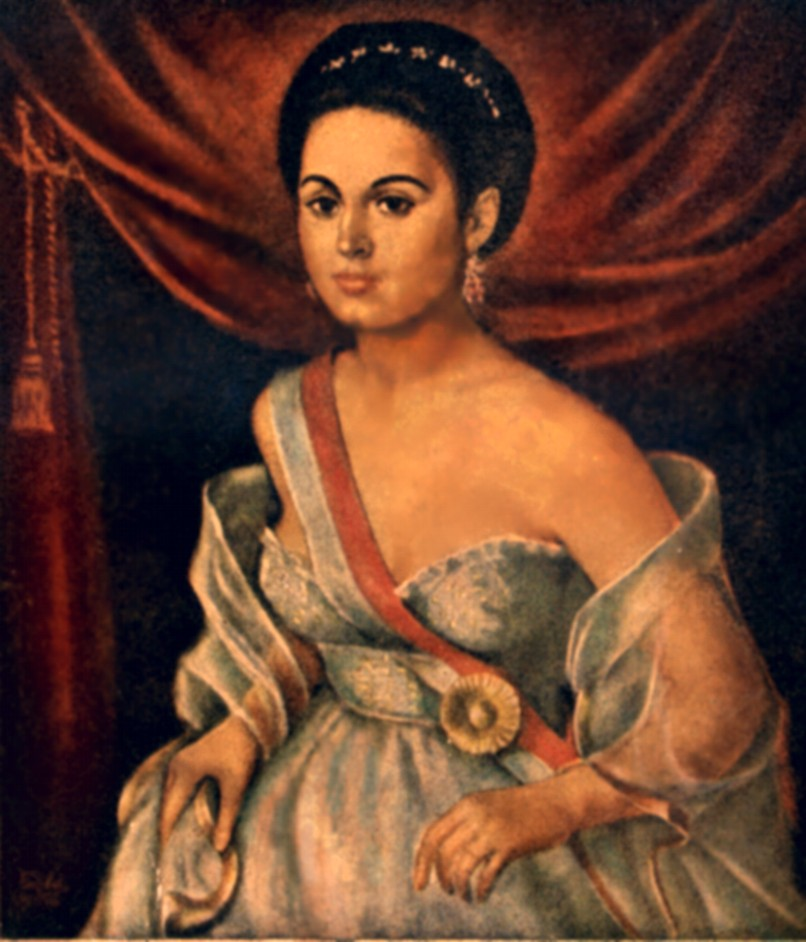
Manuela Sáenz, amante de Símon Bolívar, conocida como la Libertadora del Libertador.

Tras la declaración inequívoca de independencia del territorio consolidado del antiguo Virreinato de la Nueva Granada en el Congreso de Cúcuta y la ratificación de la Constitución, el Congreso eligió al General Simón Bolívar como Presidente de Colombia. Bolívar sin embargo era viudo (su esposa María Teresa del Toro Alayza murió en 1803), no tenía hijos, su madre había muerto y sus hermanas residían lejos de la capital, sin dejar relaciones femeninas. para cumplir con cualquier deber que hoy estaría asociado con el de la primera dama. Bolívar, sin embargo, tuvo una amante, Manuela Sáenz, una mujer casada que fue el amor de su vida, y con quien convivió a pesar de las opiniones conservadoras de su época. Por lo tanto, Sáenz sirvió como anfitriona no oficial de la residencia de Bolívar, el Palacio de San Carlos, ya que en ese momento no existía un residencia presidencial oficial. Sin embargo, el alcance de la participación de Sáenz en la casa de Bolívar fue tal que cuando los enemigos políticos de Bolívar irrumpieron en la casa en un intento de asesinar al presidente, ella estaba allí y disuadió a Bolívar de enfrentarse a sus atacantes y, en cambio, huir por la ventana de sus habitaciones. y aunque fue vilipendiada durante su vida, ahora se la considera una heroína nacional.

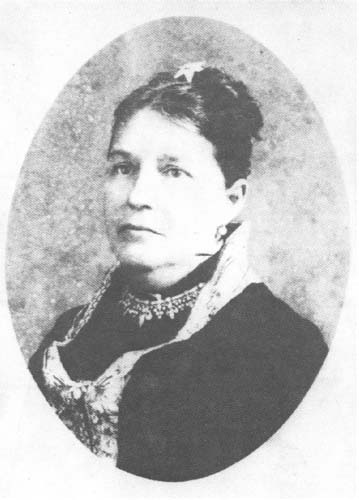
Soledad Román de Núñez, esposa del 1.º Presidente de Colombia Rafael Núñez.

Tras la renuncia de Bolívar a la presidencia en 1830, el Congreso eligió a Joaquín Mosquera y Arboleda para suceder a Bolívar como segundo presidente de Colombia. Mosquera estaba casado con María Josefa Mosquera y Hurtado, su prima hermana, quien se convirtió en la primera persona en ser considerada ahora como primera dama oficial de Colombia, es decir, de lo que hoy se conoce como la Gran Colombia. La primera primera dama de Colombia fue Soledad Román de Núñez, segunda esposa de Rafael Núñez. Núñez llegó al poder por primera vez en 1880 como presidente de lo que entonces se conocía como los Estados Unidos de Colombia, pero cuando se mudó a la capital, su esposa Soledad Román se quedó en su ciudad natal de Cartagena,  ya que su unión estaba fuertemente comprometida. criticado por la sociedad y los medios conservadores de la época porque Núñez se había divorciado legalmente de su primera esposa, María de los Dolores Gallegos Martínez, y se casó con Román en ceremonia civil, pero según el derecho canónico permanecieron casados ante los ojos de Dios, y así Núñez fue acusado de adulterio y Román considerado su amante. Román finalmente se mudó a Bogotá cuando la popularidad de su esposo aumentó hasta el punto de que la mayoría podía pasar por alto su unión. Cuando se ratificó la Constitución Colombiana de 1886, se formó la actual Colombia, con Núñez como primer presidente de Colombia y Román como primera primera dama. La pareja finalmente pudo casarse a través de la Iglesia cuando murió Gallegos, la primera esposa de Núñez, lo que les permitió consagrar su ya legal unión a través de la Iglesia y ante los ojos de la sociedad católica conservadora. Su boda tuvo lugar mientras Núñez estaba en el cargo, el 23 de febrero de 1889.
El uso del título "Primera Dama" se originó en los Estados Unidos, mencionado por primera vez en referencia a Dolley Madison, luego se usó en otras formas hasta 1877, cuando se usó en los medios impresos para referirse a Lucy Webb Hayes, esposa de Rutherford B. .Hayes. En Colombia, el título fue utilizado por primera vez en medios impresos en 1933, cuando la revista Cromos lo utilizó para referirse a la esposa del presidente Franklin D. Roosevelt, Eleanor Roosevelt como Primera dama de los Estados Unidos, para entonces el término era ampliamente utilizado en los Estados Unidos para referirse a la esposa del presidente. El título fue adoptado por primera vez para uso colombiano al año siguiente, cuando el 8 de agosto de 1934 Cromos se refirió a María Michelsen de López como "Primera Dama de Colombia" durante la toma de posesión de su esposo, el presidente Alfonso López Pumarejo.

### No cónyuge en el rol
El título lo puede ostentar oficialmente una mujer que no sea esposa de un presidente, hasta la fecha solo una mujer que no sea esposa de un presidente ha ejercido como primera dama, esto sucede cuando el presidente es soltero o viudo, o cuando la esposa del presidente no puede cumplir Los deberes de la primera dama. En este caso, el cargo ha sido ocupado por un familiar del presidente, como María Antonia Suárez, hija de Marco Fidel Suárez.

### Título potencial masculino
Cada uno de los 34 presidentes de Colombia ha sido hombre, y en todos ellos sus esposas o una anfitriona han asumido el papel de primera dama. Por lo tanto, nunca ha sido necesario un equivalente masculino para el título de primera dama. Sin embargo, en 2002, cuando Noemí Sanín se convirtió en la segunda mujer en ganar la nominación presidencial de un partido importante, surgieron dudas sobre cuál sería el título de su novio Javier si ella ganara la presidencia. Durante la campaña, el título de Primer Caballero de Colombia fue el más sugerido para Javier Aguirre. Además, a los cónyuges varones de los gobernadores de departamento se les suele llamar el Primer Caballero de su respectivo departamento (por ejemplo, Óscar Placio fue el primer caballero de San Andrés, mientras que su esposa, Susanie Davis, se desempeñó como gobernadora). Al final Noemí Sanín perdió las elecciones, sin embargo la Corte Constitucional establece que si una mujer es elegida presidenta, su cónyuge será conocido como "Primer Caballero de la Nación", de la misma manera que se formula este título para una mujer.

## Rol
El cargo de primera dama no es oficial, no es elegido, no conlleva deberes oficiales y no recibe salario. Sin embargo, las primeras damas han ocupado una posición muy visible en la sociedad colombiana. El papel de la primera dama ha evolucionado a lo largo de los años, pero ella es, ante todo, la esposa del presidente.
Hasta 1886, la primera dama no tuvo ningún tipo de reconocimiento ni influencia en la vida política colombiana. Según el artículo 188 de la Constitución de Colombia establecido por la Corte Constitucional de Colombia, ante la administración pública la primera dama ostentará el título de ciudadana privada, aunque se le otorga un rol especial adicional, al ser esposa del presidente, junto con esto encarnaría simbólicamente la idea de unidad nacional. Hasta 1979, la primera dama ocupó el cargo de Presidenta del Instituto Colombiano de Bienestar Familiar, cargo que había desempeñado la esposa del presidente desde su fundación en 1968. Por su parte, la Ley 7 de 1979 establece que la primera dama permanecerá vinculada al Instituto Colombiano de Bienestar Familiar, sin funciones específicas de manera puramente honorífica.
Desde 2010, la primera dama ha representado al presidente en viajes al extranjero bajo el estatus de embajadora en misión especial.

## Causas e iniciativas
Desde los años 30, muchas primeras damas se han convertido en oradoras públicas y han defendido causas específicas, generalmente aquellas que no causaban división política. Causas recientes de la primera dama son:
- María Teresa Londoño: Lideró la colecta de donaciones durante la guerra colombo-peruana.[28]
- María Michelsen de López: Defendió los derechos y el cuidado de los huérfanos.[28][29]
- Lorenza Villegas de Santos: Pública pionera en servicios de atención de salud.[28][29]
- Bertha Hernández de Ospina: Fue líder del movimiento por el sufragio femenino.[28][29]
- Cecilia de la Fuente de Lleras: Hizo campaña por la creación del Instituto Colombiano de Bienestar Familiar.[28][29]
- Cecilia Caballero Blanco: Hizo campaña a favor de una legislación que pusiera fin a la discriminación legal basada en la legitimidad de los niños y su filiación.[28][29]
- Nydia Quintero: Enfocada en ayuda y asistencia en casos de desastre.[29]
- Nohra Puyana de Pastrana: Lideró la comisión humanitaria durante el terremoto de Armenia.
- Ana Milena Muñoz de Gaviria: impulsó la educación superior y la cultura.[28][29]
- Lina Moreno de Uribe: Lideró programas nacionales de prevención de embarazos en adolescentes y promovió los derechos de salud sexual y reproductiva de las mujeres.[29]
- María Clemencia Rodríguez de Santos: Realizó viajes humanitarios por todo el país en el marco de los acuerdos de paz.[30] También fue portavoz líder del programa de atención integral a la primera infancia “De Cero a Siempre". [31]
- María Juliana Ruiz: Su principal causa fue la lucha contra la desnutrición infantil en Colombia.[32]